# Успение Богородично (Керасово)
„Успение Богородично“ (на гръцки: Κοίμησης της Θεοτόκου) е православна църква, разположена край на костурското село Лошница (Гермас), част от Костурската епархия на Вселенската патриаршия.

## Местоположение
Църквата е разположена на 3 km юг-югоизточно от Лошница, в югозападните склонове на Мурик (Мурики) на мястото на бившето село Керасово.

## Описание
Сегашната църква е построена върху руините на по-стара църква, опожарена в началото на XX век. Църквата е построена върху по-стара византийска църква. Голяма базилика е построена в IV век. Този храм е с размери приблизително 30 × 20 m и вероятно е разрушен в края на IV – началото на V век.
В близост до храма има следи от елинистическо и средновековно селище. В близост до църквата са запазени основите на голяма правоъгълна антична сграда, може би светилище. Открита е и сводеста християнска гробница. Селището е имало дълъг живот от елинистическата до византийската епоха. Открити са гръцки, римски и византийски монети и керамични фрагменти от елинистическо и римско време.
Храмът няма стенописи. Особен интерес представляват осемте царски икони на иконостаса, завесата на царските двери, както и един дървен литийен кръст.
Според местното предание седалището на Сисанийската митрополия се е намирало в средновековното селище Керасово до IX век, когато е преместено в Сисани, където остава до 1699 година.